# GAC Motor

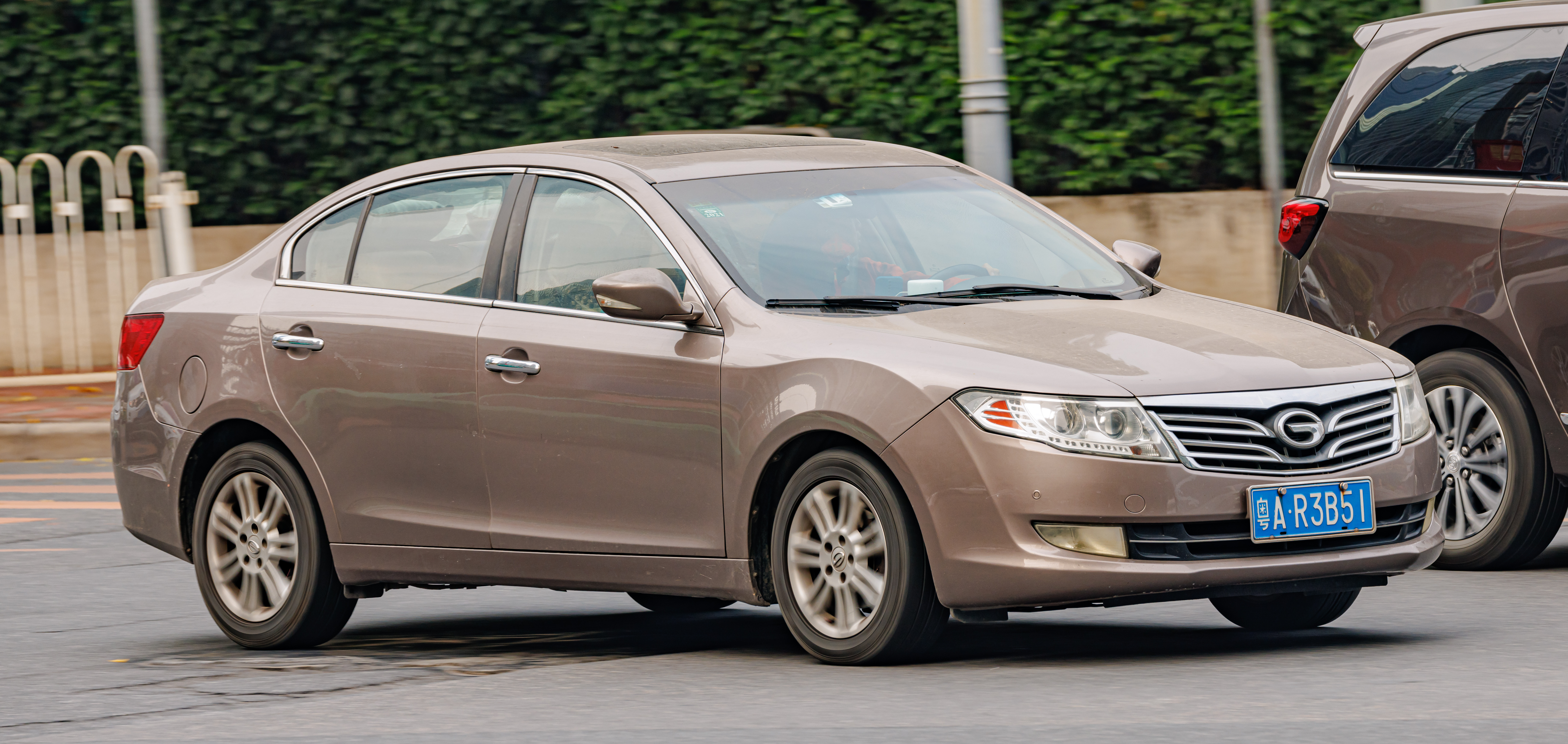
GAC Trumpchi GA5 (2010)

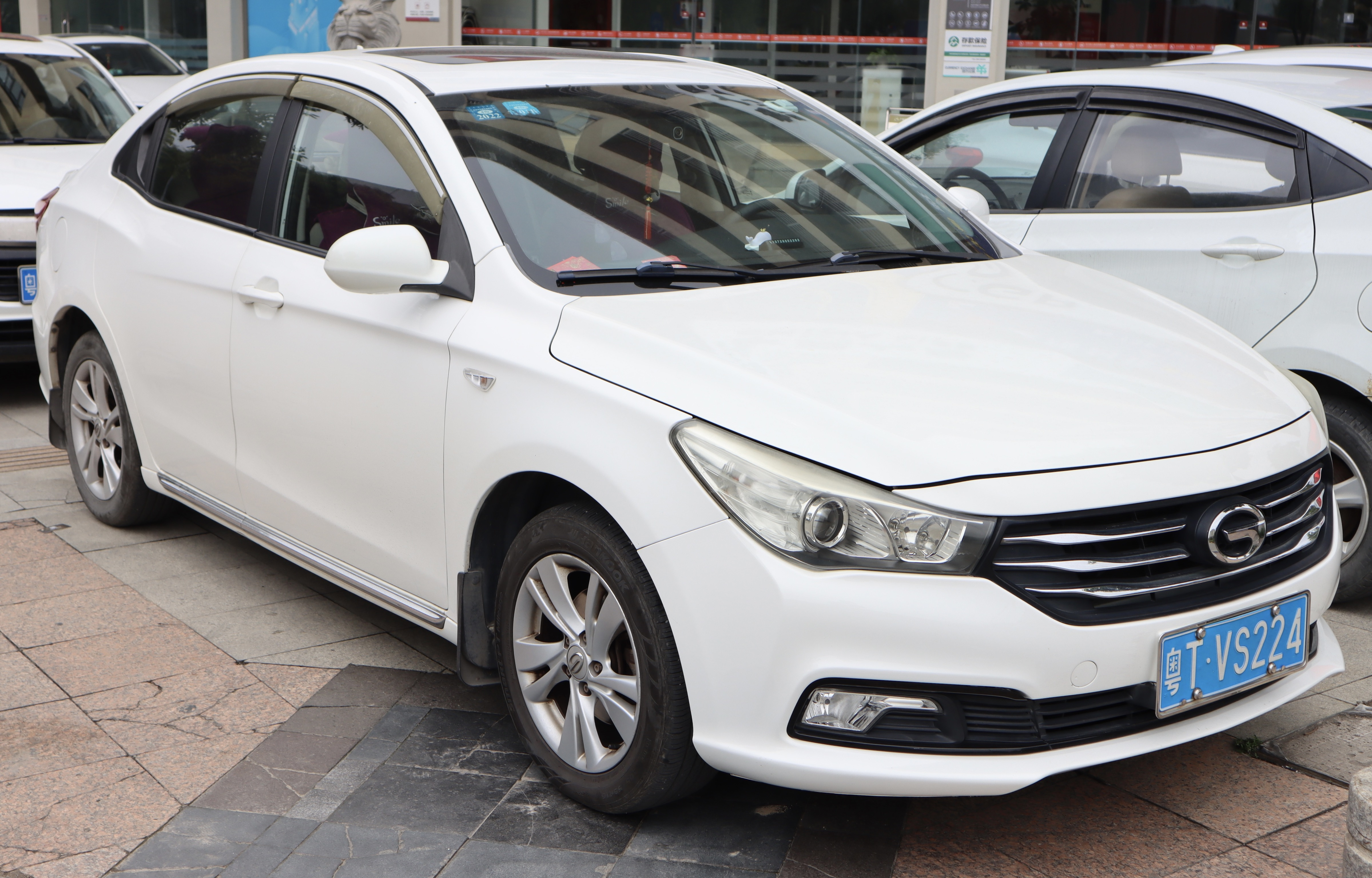
GAC Trumpchi GS3S (2014)

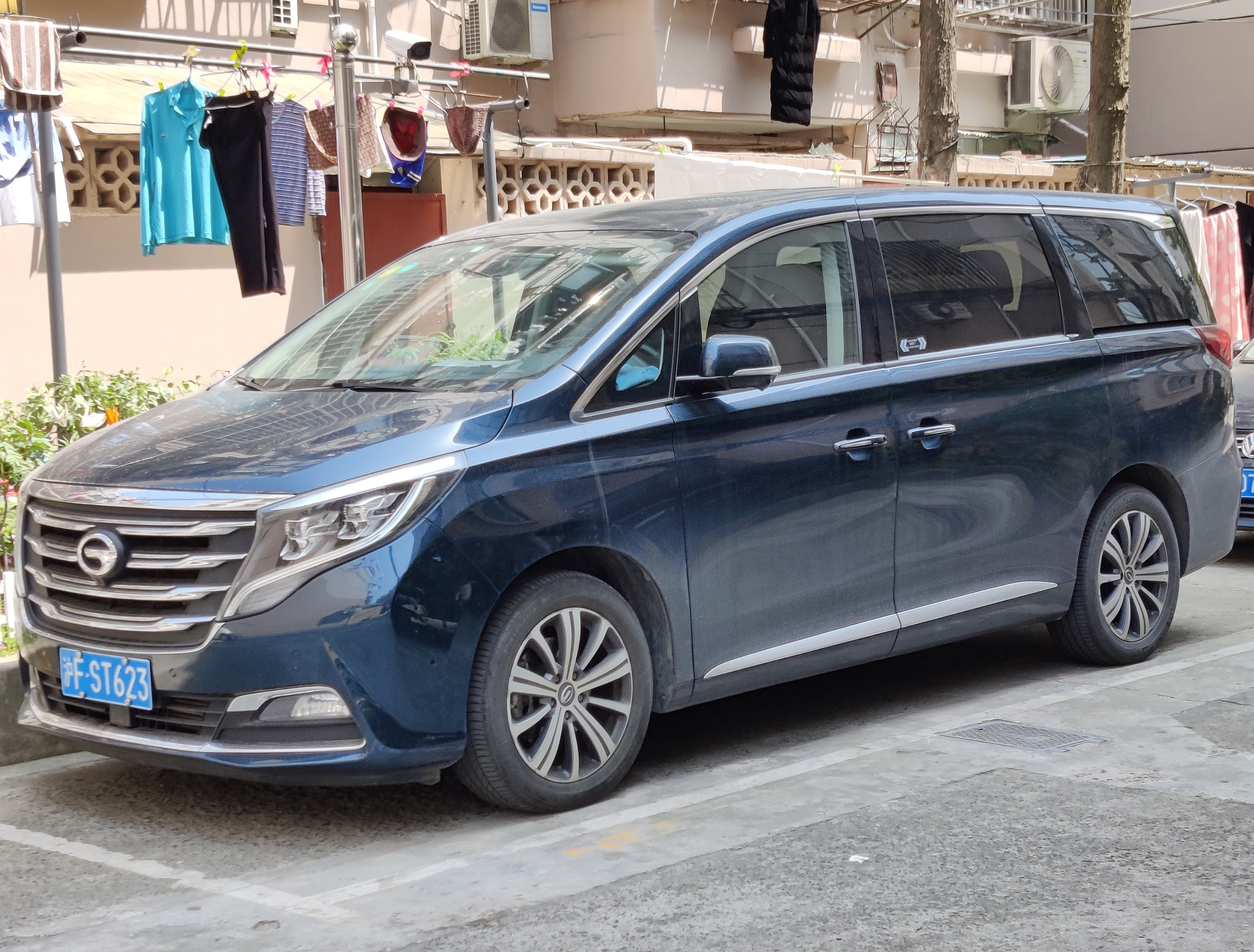
GAC Trumpchi GM8 (2017)

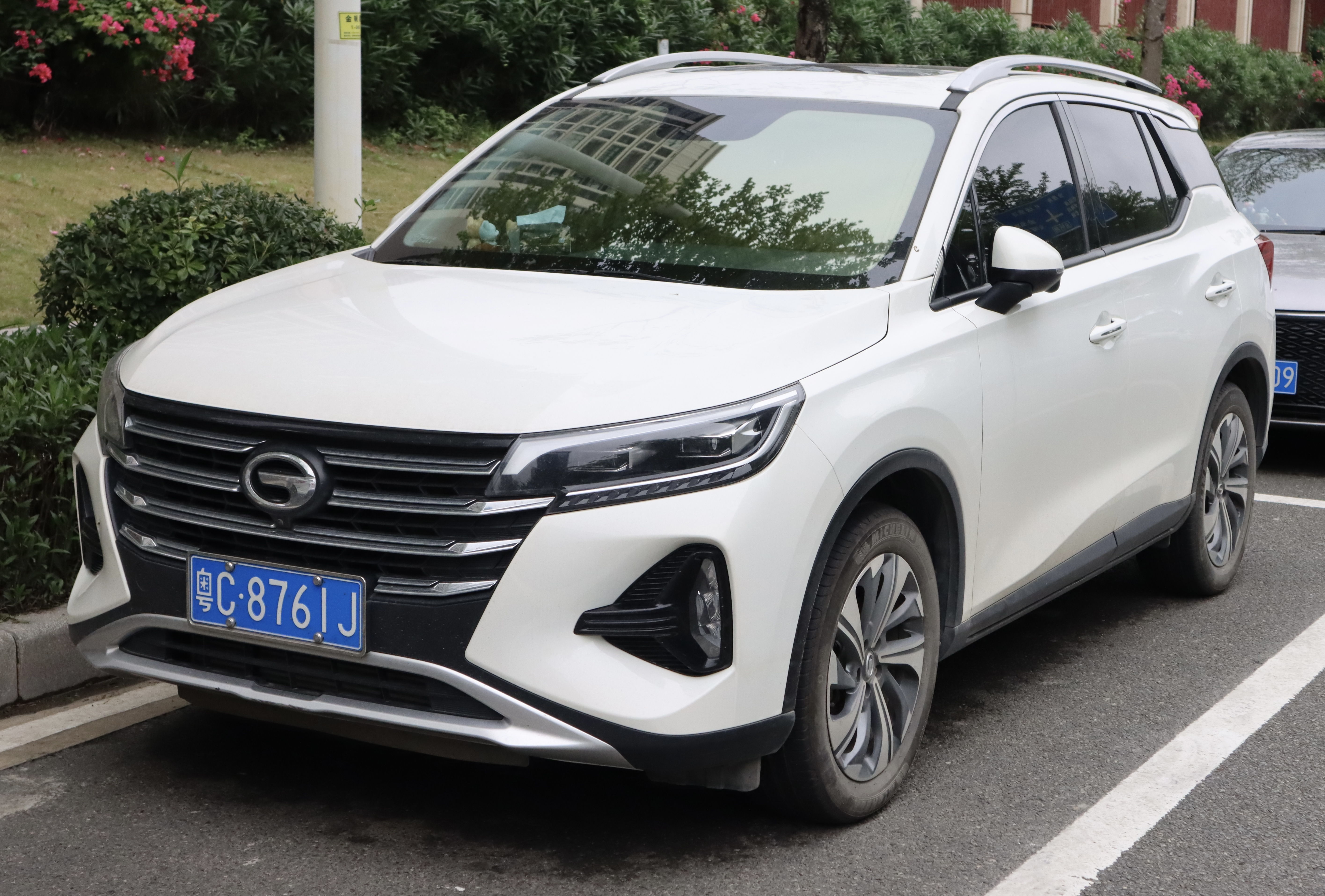
GAC Trumpchi GS4 (2019)

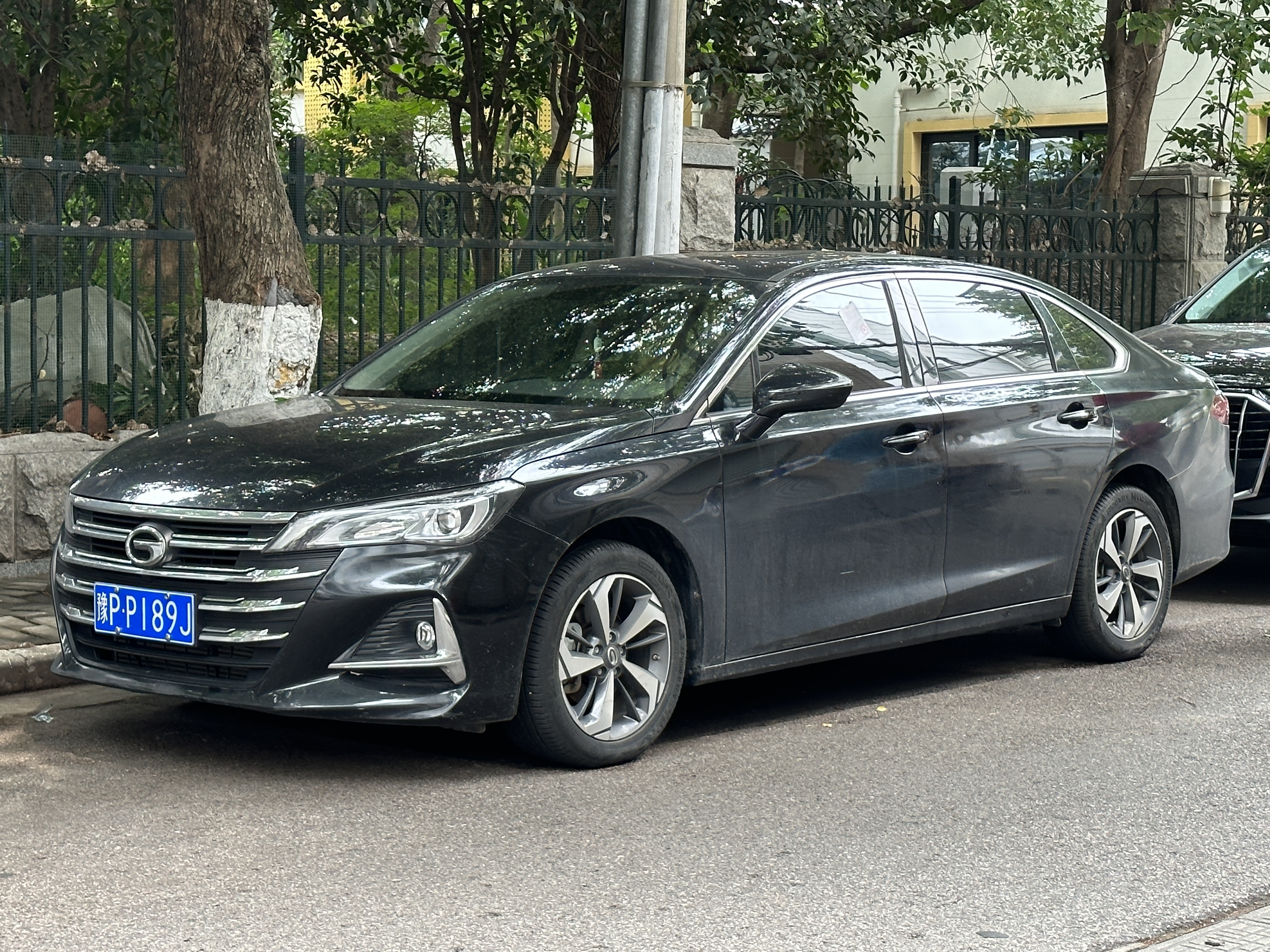
GAC Trumpchi GA6 (2020)

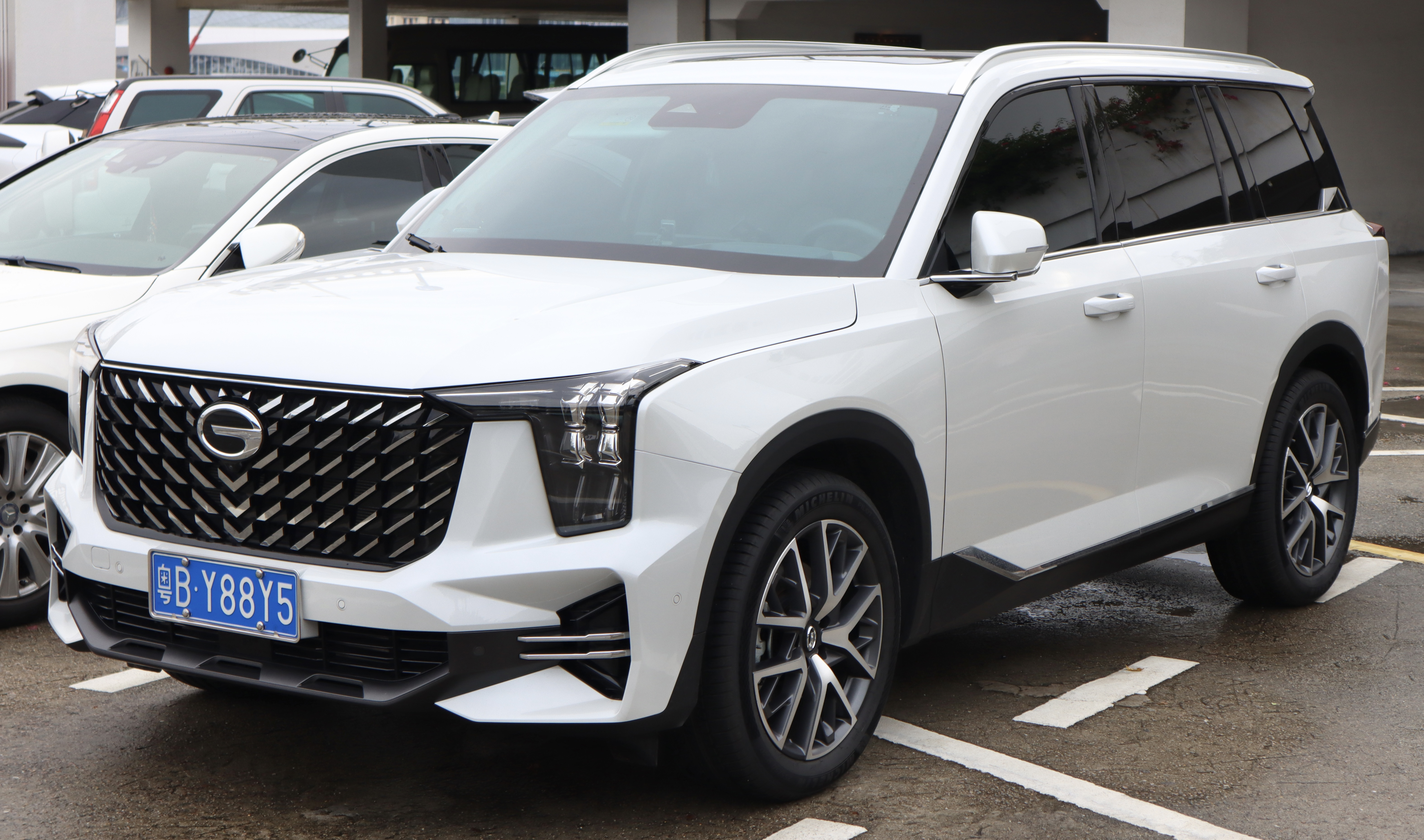
GAC Trumpchi GS8 (2021)

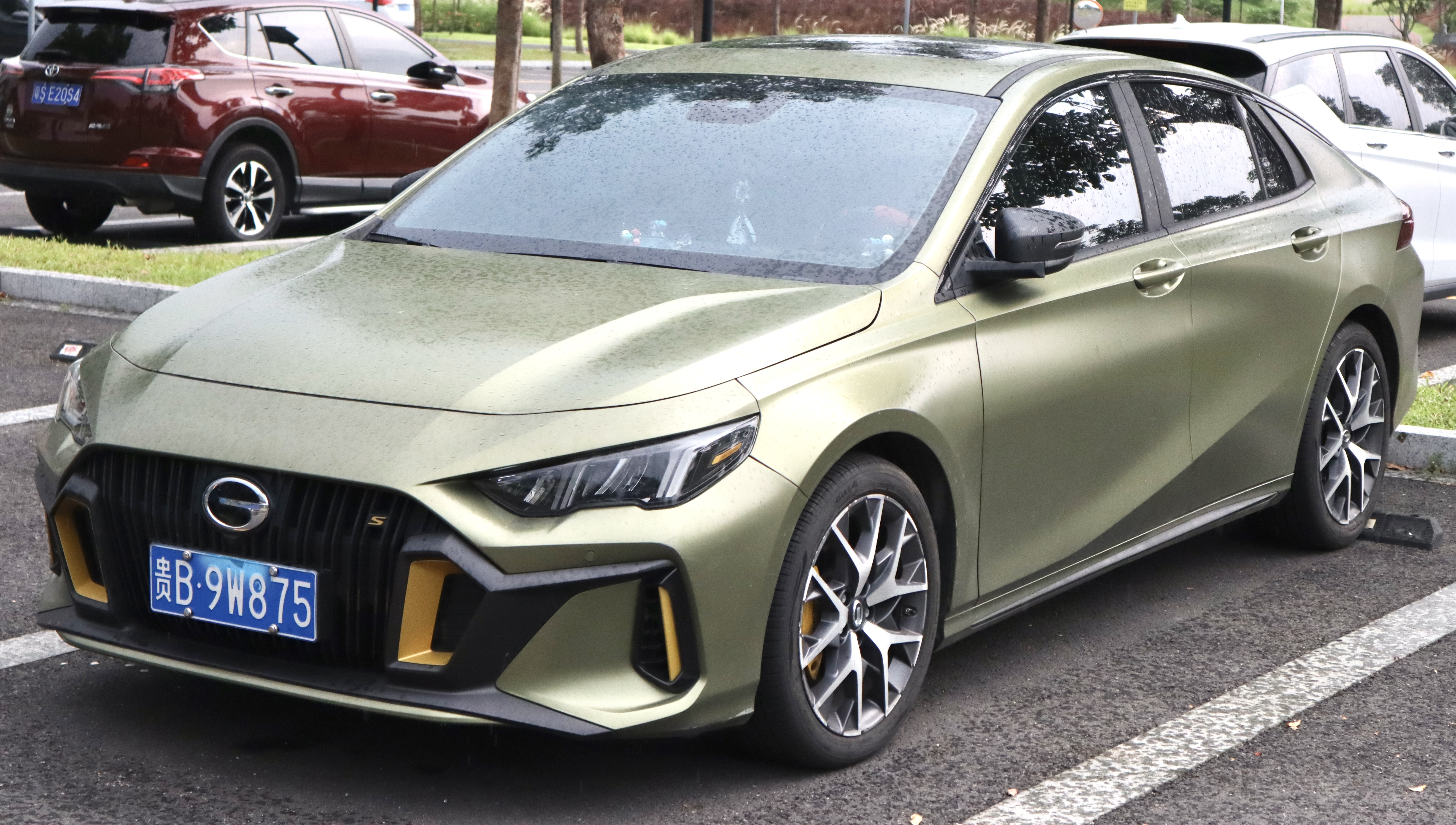
GAC Trumpchi Empow (2021)

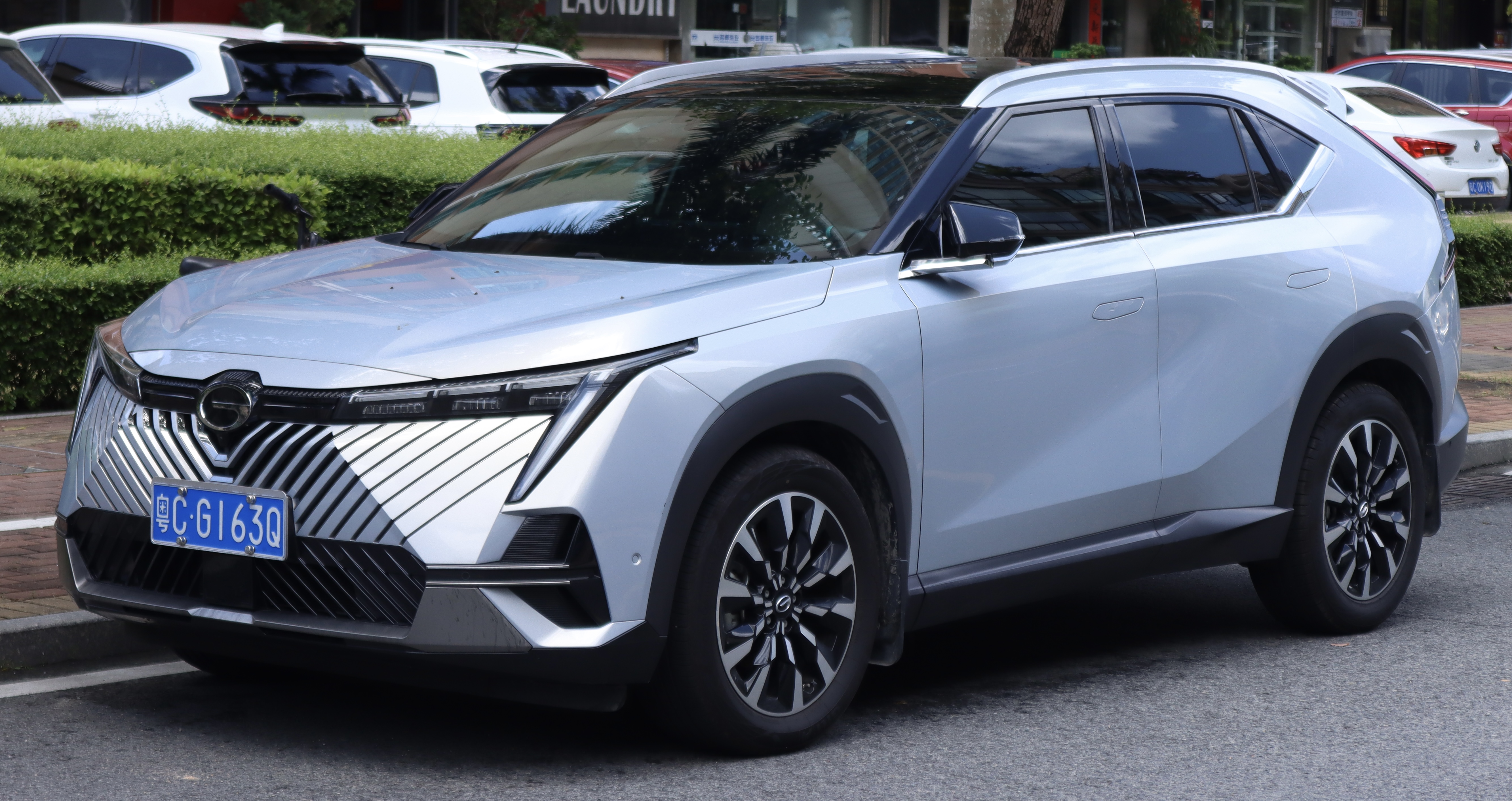
GAC Trumpchi Emkoo (2023)

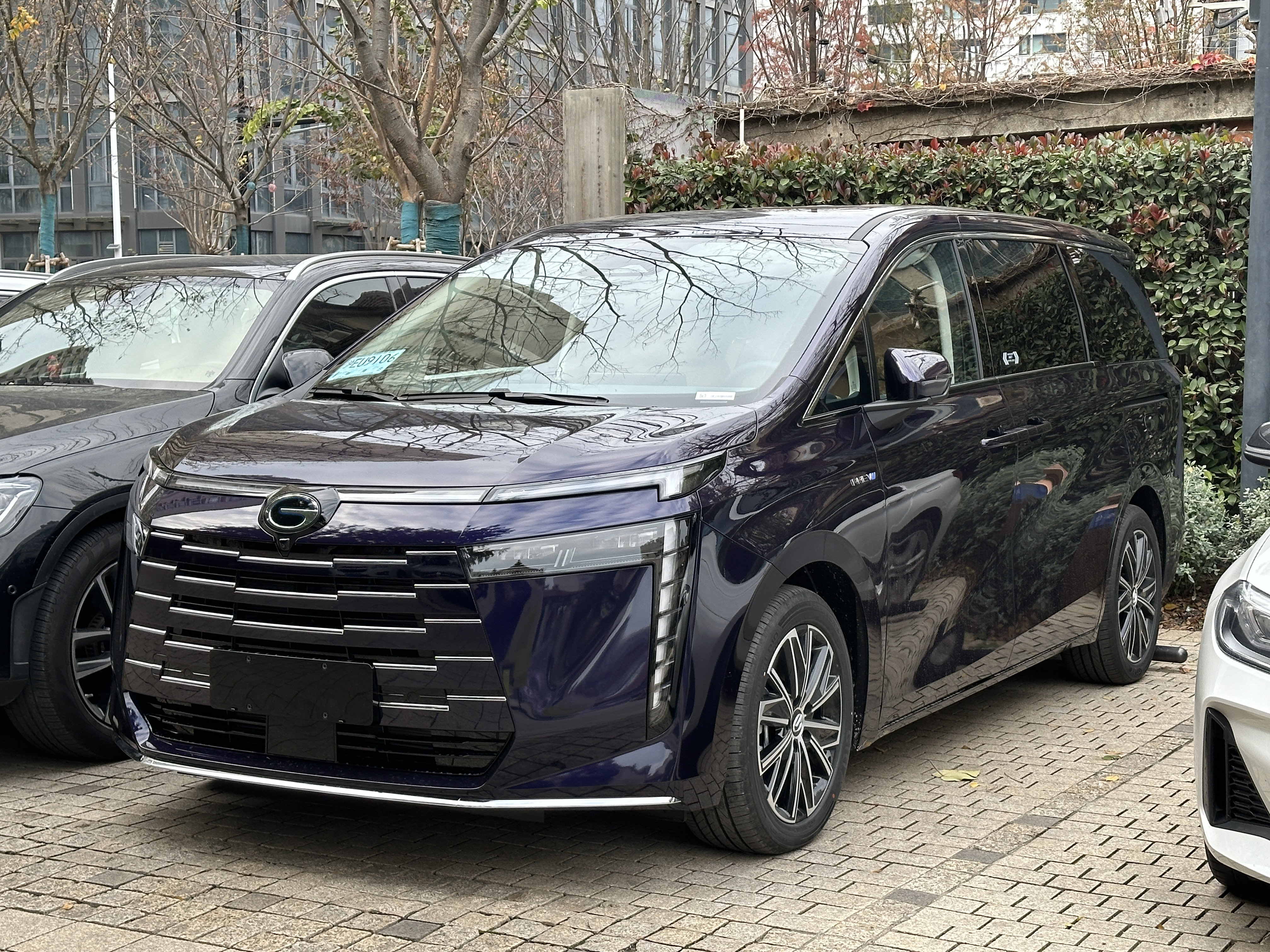
GAC Trumpchi E8 (2024)

GAC Motor (chiń. upr. 广州汽车) – chiński producent samochodów osobowych, z siedzibą w Kantonie, działający od 2008 roku. Należy do chińskiego koncernu GAC Group.

## Historia
Przedsiębiorstwo GAC Motor powstało w 2008 roku jako pierwsza własna marka i producent samochodów chińskiego państwowego koncernu GAC Group, który dotąd specjalizował się jedynie we współpracy jako partner w spółkach joint venture. Zapowiedzią przyszłej gamy modelowej GAC był prototyp GAC X-Power przedstawiony podczas lokalnych targów motoryzacyjnych Guangzhou Motor Show w 2009 roku, zwiastując średniej wielkości SUV-a. Pierwszym produkcyjnym modelem firmy została z kolei flagowa, wyższej klasy limuzyna GAC Trumpchi GA5, która powstała dzięki odkupieniu od włoskiego Fiata praw do płyty podłogowej oraz rozwiązań konstrukcyjnych modelu Alfa Romeo 166. Rok później, w listopadzie 2011, zadebiutował drugi model firmy i zarazem seryjne rozwinięcie prototypu X-Power - SUV GAC Trumpchi GS5, również korzystający z technologii Fiata. 
W pierwszych latach drugiej dekady XXI wieku GAC rozbudował swoje portfolio o kolejne modele, koncentrując się głównie na klasycznych samochodach osobowych, jak i SUV-ach, głównie kompaktowej i średniej wielkości. Druga połowa dykady przyniosła z kolei premiery dużych, flagowych modeli jak SUV-a GS8 w 2016 czy pierwszego dużego minivana GM8 w 2017 roku. W tym samym roku GAC Motor przedstawił także swój pierwszy samochód elektryczny - crossovera GE3. Trzecia dekada XXI wieku przyniosła odejście od dotychczasowej polityki nazewniczej tworzonej przez literę "G", literę określającą typ nadwozia i wielkość, kierując się przy nowych modelach wobec nazw własnych. Pierwszym takim samochodem został kompaktowy sedan Empow przedstawiony w 2021 roku, a następnie duży crossover Emkoo w 2023. Na początku 2024 roku ofertę poszerzyła nowa linia hybrydowych wariantów istniejących już modeli: "E".

### Zasięg rynkowy
Wyłącznie na rodzimym rynku chińskim koncern GAC Group przyjął dla wszystkich modeli GAC Motor lokalną nazwę GAC Trumpchi (chn. 广汽传祺), akcentując to początkowo napisem "Trumpchi" na klapie bagażnika, by później skłonić się ku bardziej minimalistycznym oznaczeniom. W 2013 roku GAC Motor rozpoczął międzynarodowe operacje, wykraczając poza rodzimy chiński rynek i porzucając drugi człon na rzecz nazywania swoich pojazdów po prostu GAC. Manifestacją tego było oficjalne stoisko firmy na amerykańskich, międzynarodowych targach Detroit Auto Show w styczniu 2015 roku, a w tym samym roku firma zainaugurowała działalność na jednym ze swoich kluczowych rynków zagranicznych - na Bliskim Wschodzie. W kolejnych latach grono to poszerzyła to m.in. Azja Wschodnia w 2018 roku czy Rosja w 2019 roku.

## Modele samochodów

### Obecnie produkowane

#### Samochody osobowe
- Empow

#### Minivany
- M6 Pro
- M7
- M8

#### SUV-y i Crossovery
- GS3
- GS4
- GS4 Plus
- GS4 Max
- Emkoo
- GS8
- S7

#### Samochody hybrydowe
- E8
- E9
- ES9

### Historyczne
- GA3 (2013–2014)
- GA5 (2010–2018)
- GA3S (2014–2019)
- GS4 EV (2017–2019)
- GE3 (2017–2020)
- GM6 (2018–2020)
- GM8 (2018–2020)
- GS7 (2017–2021)
- GS5 (2018–2021)
- GS8 (2020–2021)
- M6 (2020–2021)
- GA4 (2018–2022)
- GA6 (2014–2023)
- GA8 (2015–2023)
- GS4 Coupe (2019–2023)

### Studyjne
- GAC X-Power (2009)
- GAC VIP Lounge (2009)
- GAC E-Linker (2011)
- GAC E-Jet (2014)
- GAC WitStar (2015)
- GAC iLounge (2015)
- GAC GS6 Concept (2016)
- GAC EnLight (2016)
- GAC iSpace (2017)
- GAC EnSpirit (2017)
- GAC Enverge (2018)
- GAC 2ALL (2018)
- GAC 2U (2018)
- GAC 2US (2018)
- GAC Estranze (2019)
- GAC Moca (2020)
- GAC Enpulse (2020)
- GAC Time (2021)
- GAC Space Concept (2022)
- GAC 1 Concept (2024)